# Ренфро, Брэд
Брэд Бэ́ррон Ре́нфро (англ. Brad Barron Renfro, 25 июля 1982[…], Ноксвилл, Теннесси — 15 января 2008, Лос-Анджелес, Калифорния) — американский киноактёр, известность которому принесла его первая роль в картине «Клиент» (1994), сыгранная им в возрасте одиннадцати лет. Всего за свою недолгую жизнь актёр успел сняться в 24 фильмах и двух телевизионных проектах. Успешному развитию карьеры помешали алкоголь и наркотики: он умер от передозировки героина в возрасте 25 лет.

## Биография
Ренфро родился 25 июля 1982 года в Ноксвилле, штат Теннесси, в семье Анжелы Дениз Олсен (урожденная МакКрори) (1961-2012) и Марка Ренфро (1960-2016), фабричного рабочего.
Его воспитывала с пятилетнего возраста бабушка по отцовской линии, Джоанна Ренфро, церковный секретарь, после того, как его родители развелись. Сообщается, что у него не было близких отношений с отцом.
Ренфро не имел актёрского опыта и жил со своей бабушкой в трейлерном парке. В десять лет на мальчика обратила внимание голливудский кастинг-директор Мэли Финн, пригласившая его на прослушивание в проект Джоэла Шумахера. Несмотря на отсутствие актёрского опыта, Ренфро был утверждён на главную роль в криминальном триллере «Клиент» (1994), где его партнёрами выступили американские кинозвёзды первой величины Сьюзан Сарандон и Томми Ли Джонс. В этом фильме Брэд Ренфро сыграл мальчика, который становится свидетелем самоубийства адвоката мафии, после чего за ним одновременно начинают охоту ФБР и преступники. Дебютная работа Ренфро в ленте Шумахера была с одобрением встречена критикой и принесла юному актёру признание публики. Новые предложения не заставили себя ждать. В 1995 году на экраны вышли сразу две ленты с участием Ренфро — пронзительная драма «Лекарство» о дружбе мальчиков-изгоев и семейная лента «Том и Гек» по мотивам романа Марка Твена «Приключения Тома Сойера».
Одной из вершин карьеры Брэда Ренфро стала роль американского школьника Тодда Боудена в фильме Брайана Сингера «Способный ученик» (1998). В картине, снятой по мотивам повести Стивена Кинга, актёр сыграл юношу, чьё увлечение историей Третьего рейха выводит его на след скрывающегося от правосудия нацистского преступника. Фильм о странных взаимоотношениях любознательного тинэйджера и беглого офицера СС в исполнении прославленного британца сэра Иэна Маккеллена стал предметом многочисленных споров. В целом лента была хорошо принята критикой, однако это не повлияло на её кассовые сборы, составившие скромную сумму 9 миллионов долларов. За роль Тодда Боудена Брэд Ренфро получил приз на Международном кинофестивале в Токио. Незадолго до выхода картины «Способный ученик» в прокат у молодого исполнителя возникли первые проблемы с законом — актёр был задержан по подозрению в хранении кокаина и марихуаны.
Последней работой актера стала роль в фильме «Информаторы».

## Личная жизнь
У Ренфро есть сын Ямато (род. 2003). О его существовании не было известно широкой публике до смерти актёра. Он был воспитан исключительно матерью в Японии.

## Злоупотребление наркотиками и проблемы с законом
Ренфро, как сообщается, рассказал друзьям, что мать родила его, когда была зависима от героина, и что он сам впервые принял наркотик, когда ему было 12 лет. По словам друга, его мать разрешила употребление веществ. Режиссёр фильма «Панк из Солт-Лейк-Сити» Джеймс Мерендино напомнил BuzzFeed в 2018 году, что Ренфро рассказал, что его мать фактически дала ему свою первую дозу. В некоторых сообщениях в СМИ о его детстве говорится о том, что он впервые выкурил марихуану в возрасте 9 лет, в какой-то момент якобы его исключили после того, как он закурил косяк перед школьным чиновником и впервые напился в 11 лет. К 18 годам он уже несколько раз проходил реабилитацию.
3 июня 1998 года 15-летний Ренфро и его 19-летний двоюродный брат были арестованы и обвинены в хранении наркотиков. Он нёс два небольших мешка кокаина в коробке для сигарет и пакет марихуаны в носке. Актёру удалось избежать судебного разбирательства, согласившись на случайный скрининг на наркотики в сделке о признании вины.
28 августа 2000 года Ренфро и его друг Гарольд Бонд попытались украсть 45-футовую яхту из гавани Форт-Лодердейл. Они были арестованы в ту же ночь, и Ренфро было предъявлено обвинение в краже и преступном поведении. В январе 2001 года Брэд Ренфро был приговорён к двухлетнему испытательному сроку, а также был обязан оплатить расходы по ремонту судна его владельцу и расходы по расследованию дела Полицейским управлением Лодердейла.
В мае 2001 года он был арестован за употребление алкоголя с несовершеннолетними, что нарушило его испытательный срок. 14 января 2002 года Ренфро снова нарушил испытательный срок и был арестован по обвинению в нахождении в нетрезвом виде в общественном месте и вождении без прав в Ноксвилле. В результате он был включён в трёхмесячную программу лечения наркомании.
24 ноября 2005 года ему было предъявлено обвинение в вождении в нетрезвом виде и в вождении с приостановленной лицензией, что привело к 10 дням тюрьмы и 18 месяцам уроков алкогольного воспитания.
22 декабря 2005 года сотрудники полиции Лос-Анджелеса арестовали Ренфро во время тайной операции на Скид-роу и обвинили его в попытке хранения героина. На главной странице «Лос-Анджелес Таймс» появилась фотография с изображением актера в наручниках. Ренфро признался сыщику, что употребляет героин и метадон. В суде он признал себя виновным в предъявленных обвинениях и был приговорён к трём годам условно и штрафу в 450 долларов. В мае 2006 года он провёл 10 дней в тюрьме по обвинению в вождении за рулем, находясь под влиянием и попыткой хранения героина.
В июне 2007 года Ренфро, как было установлено, нарушил испытательный срок, не участвуя в долгосрочной программе лечения от наркозависимости. Судья предупредил его, что если он нарушит испытательный срок ещё два раза, он может быть приговорён к программе реабилитации или к тюремному заключению.

## Смерть
15 января 2008 года тело актёра было обнаружено в его доме в Лос-Анджелесе. Ему было 25 лет. Вечер накануне своей смерти Брэд Ренфро провёл в компании друзей. По предварительной информации, его гибель была вызвана злоупотреблением алкоголем и наркотиками. 8 февраля 2008 г. офис коронера округа Лос-Анджелес постановил, что его смерть наступила в результате несчастного случая: от острой интоксикации героином и морфином.
Его тело было возвращено в Теннесси, где он был похоронен 22 января 2008 года, к северу от Ноксвилла, на кладбище Red House Cemetery в небольшом поселке Блейн.
Через семнадцать дней после смерти Ренфро его бабушка Джоанна, которая регулярно сопровождала его в начале актерской карьеры, умерла в своем доме в возрасте 76 лет. Местные власти заявили, что она умерла по естественным причинам.

## Память
Марк Фостер из Foster the People был соседом Ренфро по комнате и написал песню о его смерти под названием «Downtown».
В 2012 году актёр Джеймс Франко на правом плече вытатуировал имя «Брэд» в память о Ренфро, что было зафиксировано в журнале The Thing Quarterly. Франко также выпустил ограниченным тиражом серию ножей, на которых были написаны слова «Renfro» и «Forever».

## Фильмография
- 1994 — Клиент / The Client — Марк
- 1995 — Лекарство / The Cure
- 1995 — Том и Гек / Tom and Huck
- 1996 — Спящие / Sleepers
- 1997 — Каково врать в Америке / Telling Lies in America
- 1998 — Способный ученик / Apt Pupil
- 1999 — Слишком мало, слишком поздно / 2 Little, 2 Late
- 2000 — Нью-Йоркский кролик / Herschel Hopper: New York Rabbit (короткометражный)
- 2000 — Детям до шестнадцати / Skipped Parts
- 2000 — Измеритель / Meter Man (короткометражный)
- 2001 — Теория расслабляющегося класса / The Theory of the Leisure Class
- 2001 — Летние забавы / Happy Campers
- 2001 — Колледж / Tart
- 2001 — Садист / Bully
- 2001 — Мир призраков / Ghost World — Джош
- 2002 — Дикая банда / Deuces Wild
- 2002 — Американская девочка / American Girl
- 2003 — Последний контракт / The Job
- 2003 — The Car Kid (короткометражный)
- 2004 — Мумия из Армадилло / Mummy an' the Armadillo
- 2004 — Налётчики из Голливуда / Hollywood Flies (ТВ)
- 2005 — Пиджак / The Jacket
- 2005 — Карманы пальто / Coat Pockets (короткометражный)
- 2006 — Закон и порядок: Преступный умысел / Law & Order: Criminal Intent (телесериал, 1 эпизод)
- 2006 — Пересечение Десятой и Вульф / 10th & Wolf
- 2008 — Collector
- 2009 — Информаторы / The Informers — Джек